# Jurinella ariel
Jurinella ariel är en tvåvingeart som beskrevs av Charles Howard Curran 1947. Jurinella ariel ingår i släktet Jurinella och familjen parasitflugor. Inga underarter finns listade i Catalogue of Life.